# Tažení (vojsko)

Hannibalovo tažení proti Římanům během invaze během druhé punské války

Vojenské nebo válečné tažení, či polní tažení, nebo také kampaň (angl. campaign, franc. campagne, rus. кампания, поход, něm. Feldzug) je označení pro velkou vojenskou operaci k dosažení důležitých vojensko-politických či vojensko-strategických cílů během etapy velkého ozbrojeného konfliktu (války).
Kampaň obvykle sestává z řady vojenských operací a dalších strategických aktivit na kontinentálním a/nebo oceánském válčišti, které jsou připravovány a prováděny podle společné myšlenky a jednotného plánu. 

## Významná tažení v historie
- Punské války
- Křížové výpravy
- Napoleonské války
  - Napoleonovo tažení do Egypta a Sýrie
  - Napoleonovo ruské tažení
- Druhá světová válka
  - Africké tažení
  - Balkánské tažení
  - Italské tažení